# Minot AFB (Dakota del Norte)
Minot AFB es un lugar designado por el censo ubicado en el condado de Ward en el estado estadounidense de Dakota del Norte. En el censo de 2010 tenía una población de 5521 habitantes y una densidad poblacional de 277,89 personas por km².

## Geografía
Minot AFB se encuentra ubicado en las coordenadas 48°25′10″N 101°20′9″O / 48.41944, -101.33583. Según la Oficina del Censo de los Estados Unidos, Minot AFB tiene una superficie total de 19.87 km², de la cual 19.04 km² corresponden a tierra firme y (4.17%) 0.83 km² es agua.

## Demografía
Según el censo de 2010, había 5521 personas residiendo en Minot AFB. La densidad de población era de 277,89 hab./km². De los 5521 habitantes, Minot AFB estaba compuesto por el 76.83% blancos, el 9.94% eran afroamericanos, el 0.83% eran amerindios, el 2.75% eran asiáticos, el 0.63% eran isleños del Pacífico, el 2.25% eran de otras razas y el 6.76% pertenecían a dos o más razas. Del total de la población el 9.89% eran hispanos o latinos de cualquier raza.